# Kara
Kara (rusky Кара) je řeka v Komiské republice, v Něneckém autonomním okruhu v Archangelské a v Jamalo-něneckém autonomním okruhu v Ťumeňské oblasti v Rusku, přičemž po převážnou část toku tvoří hranici těchto dvou oblastí resp. okruhů a v podstatě i Evropy a Asie. Je 257 km dlouhá. Povodí má rozlohu 13 400 km².

## Průběh toku
Pramení na svazích, jimiž je na severu zakončen Polární Ural. Ústí do Bajdaracké zátoky Karského moře.

## Vodní stav
Zdrojem vody jsou dešťové a sněhové srážky. Zamrzá v říjnu a rozmrzá v červnu.

## Využití
Na dolním toku je možná vodní doprava.